# Newstead Abbey

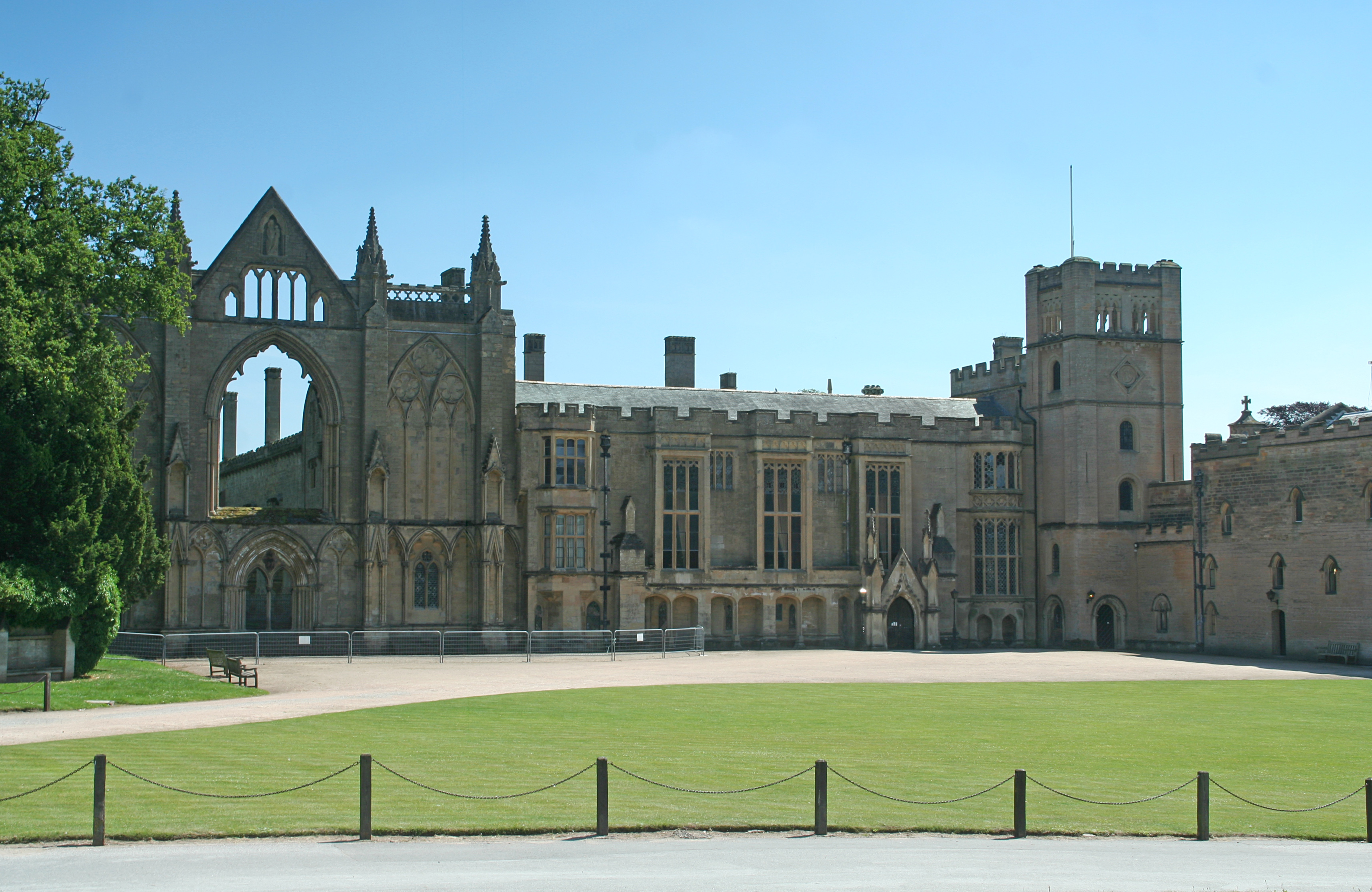
Newstead Abbey, Westfassade

Schematischer Lageplan von Newstead Abbey

Newstead Abbey ist ein Herrensitz im englischen Nottinghamshire. Er liegt rund sieben Kilometer südlich von Mansfield und etwas über zwei Kilometer nordöstlich des Ortes Newstead im Herzen des ehemaligen Sherwood Forest. Anders als der Name es vermuten lässt, war Newstead niemals eine Abtei, sondern nur ein Priorat der Augustiner-Chorherren. Trotzdem wird die Anlage schon seit dem 15. Jahrhundert so genannt. Sie gelangte nach ihrer Auflösung im 16. Jahrhundert in den Besitz der Adelsfamilie Byron, die das Kloster zu einem Landsitz (English country house) umgestaltete. Bekannt wurde das Anwesen durch den englischen Dichter Lord Byron, der das bis dahin kaum veränderte Landschloss 1798 erbte. Über Thomas Wildman, einen alten Schulfreund Byrons, gelangte der Besitz an die Familie Webb. Sowohl die Wildmans als auch die Webbs nahmen zahlreiche Umbauten und Veränderungen an den Gebäuden und den Schlossgärten vor und gaben ihnen ihr heutiges Aussehen: eine geschlossene Vierflügelanlage im viktorianischen Stil, deren Trakte einen Innenhof umgeben und an den beiden südlichen Ecken Erweiterungsbauten aus dem 19. Jahrhundert besitzen. Östlich und südlich davon erstrecken sich auf 10 Hektar Gesamtfläche insgesamt elf verschiedene Gärten, die zum großen Teil von der Familie Webb im 19. und zu Beginn des 20. Jahrhunderts angelegt oder neu gestaltet worden sind.
1925 erwarb Sir Julian Cahn Newstead Abbey und schenkte es 1931 der Stadt Nottingham. Diese ließ umfangreiche Restaurierungen vornehmen und betreibt im Schloss heute ein Museum mit Erinnerungsstücken zum Schriftsteller und Exponaten im Zusammenhang mit den Besitzerfamilien sowie der Geschichte des Hauses. Das Anwesen steht in seiner Gesamtheit als Grade-II*-Listed-Building seit dem 1. Januar 1986 unter Denkmalschutz. Das vierflügelige Herrenhaus ist – wie viele andere Bauten des Anwesens auch – seit dem 14. Mai 1952 noch einmal separat als Grade-I-Einzeldenkmal in der Denkmalliste aufgeführt.

## Geschichte

### Klosterzeit
Der englische König Heinrich II. gründete am Ort des heutigen Schlosses zwischen 1163 und 1173 das Priorat St. Mary of Newstead. Seine Gebäude wurden im späten 13. Jahrhundert umgebaut und erweitert. So wurde unter anderem die Klosterkirche vergrößert und der Ostflügel samt Kapitelhaus sowie der Südflügel der Anlage vollständig neu errichtet. Während des 15. Jahrhunderts erfuhr der Komplex eine erneute Erweiterung, bei der ein Dormitorium, der Große Saal und eine Unterkunft für den Prior hinzukamen. Außerdem wurde der Kreuzgang vollständig neu aufgebaut. Als im Zuge der Englischen Reformation zahlreiche katholische Klöster in England aufgelöst wurden, blieb das Priorat in Newstead zunächst davon verschont, obwohl sein Jahreseinkommen unter 200 Pfund lag und somit eigentlich eine Zwangsauflösung für die Institution vorgesehen war. Als John Blake das Priorat leitete, wurde es am 21. Juli 1539 schließlich doch aufgelöst, und der Klosterbesitz fiel an die englische Krone.

### Familie Byron

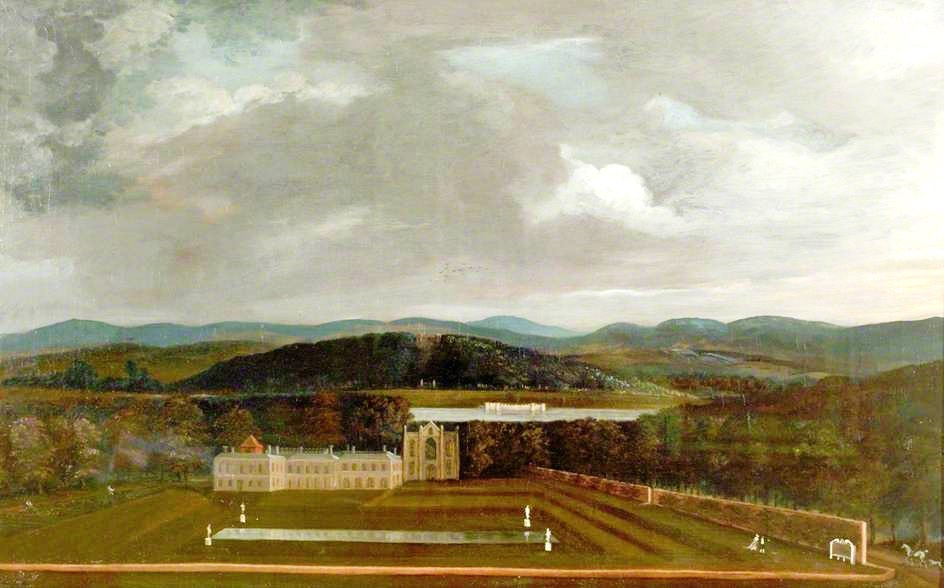
Ostansicht des Herrenhauses auf einem Gemälde von 1758

Heinrich VIII. verkaufte Haus, Kirche, Kirchturm und Kirchhof von St. Mary mit 750 Acres Land am 28. Mai 1540 für 810 Pfund an Sir John Byron of Colwick, den Lieutenant von Sherwood Forest. Seine Familie blieb fast 280 Jahre lang Eigentümerin. Im Gegensatz zu vielen anderen, die ehemaligen Kirchenbesitz von der Krone kauften, ließ John Byron das Kloster aber nicht abreißen, sondern baute es zu einem Landsitz seiner Familie um. Lediglich die Kirche, die den nördlichen Teil der Anlage ausmachte, ließ er – mit Ausnahme der Westfassade aus dem 13. Jahrhundert – niederlegen. Das ehemalige Dormitorium wurde zu Schlafzimmern umgebaut, und das Refektorium diente in veränderter Form als Esszimmer sowie als großer Salon. Auch der umgebaute Große Saal wurde zu Wohnzwecken genutzt, während das ehemalige Kapitelhaus eine Umnutzung zur Familienkapelle erfuhr. Byrons Enkel, der fünfte Sir mit Namen John, wurde 1643 von König Karl I. von England zum Baron erhoben. Weil er kinderlos starb, gelangte der Besitz über seinen Bruder Richard und dessen Sohn William 1695 an den vierten Baron Byron, der ebenfalls den Namen William trug. Er legte im frühen 18. Jahrhundert Gärten, Teiche und Seen im weitläufigen Schlosspark an. Außerdem initiierte er Ende des 17. oder Anfang des 18. Jahrhunderts an der südöstlichen Ecke des bisherigen Gebäudes einen Anbau im Stil der Neorenaissance, nachdem bereits seine Vorgänger im 16. und 17. Jahrhundert diverse kleinere Änderungen an der Nord- und Ostfassade hatten vornehmen lassen. William Byron wurde 1736 von seinem gleichnamigen Sohn beerbt, als dieser erst 14 Jahre alt war. Wie viele Adelige seiner Zeit unternahm der Erbe eine Grand Tour und brachte von seiner Reise italienische Handwerker mit, die für ihn das heutige Musikzimmer einrichteten. Auch ließ der fünfte Lord den Upper Lake genannten See im Schlosspark in den späten 1740er Jahren stark vergrößern und an dessen Westseite zwei Follys in Form von Schein-Forts errichten. Sie dienten als Staffage für inszenierte Seegefechte, die der fünfte Baron Byron mit Miniaturkriegsschiffen auf dem See zur Unterhaltung seiner Gäste veranstaltete. Um 1770 ließ er die am Ostufer des Sees gelegenen Ställe zu einem dritten Fort umbauen. Allerdings ließ er den Besitz am Ende seines Lebens immer mehr verkommen. Zur Tilgung seiner hohen Schulden mussten zahlreiche Bäume auf dem Landbesitz gefällt und das Holz sowie das Damwild aus den Wäldern verkauft werden. Bei seinem Tod 1798 war das Anwesen ruiniert. Sein Sohn war 1776 – ebenso wie sein Enkel 1794 – vor ihm verstorben, und so wurde Williams Großneffe George Gordon Byron, der später als Dichter unter dem Namen „Lord Byron“ bekannt wurde, sein Nachfolger.

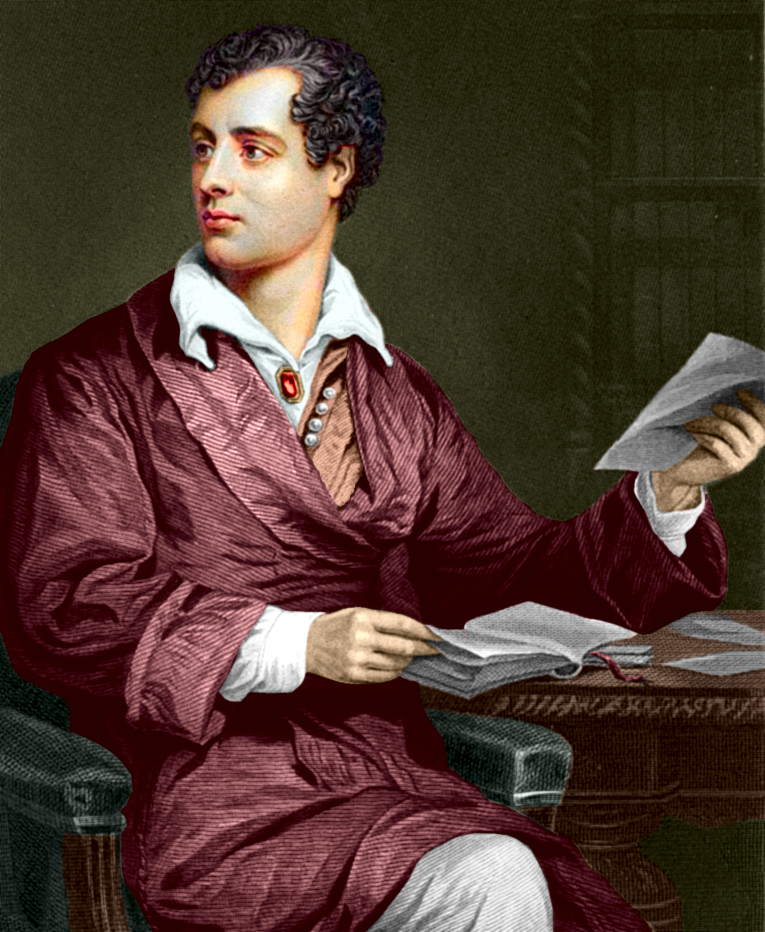
Lord Byron ließ zwar Instandsetzungen vornehmen, hielt sich aber nie lang in Newstead Abbey auf; Porträt von 1873.

Der erst 10-jährige sechste Lord Byron erbte einen hoch verschuldeten Besitz, der zudem stark heruntergekommen war. Das jährliche Einkommen des Anwesens lag unter 800 Pfund, und es waren zahlreiche Reparaturen an den Gebäuden nötig. Seine Eindrücke des Erbes schrieb der Dichter 1806 in seiner Elegie auf die Abtei Newstead (englisch Elegy on Newstead Abbey) nieder. Lord Byrons Mutter entschied, mit ihrem Sohn nicht in Newstead zu wohnen, sondern bezog eine Wohnung in Nottingham. Ab Januar 1803 wurde die Anlage bis zur Volljährigkeit des Dichters 1808 an Henry Edward Yelverton, 19. Baron Grey de Ruthyn, verpachtet. Danach ließ Lord Byron Renovierungen und Instandsetzungen an einigen Räumen vornehmen. Für ihn wurden Zimmer in der Nordwest-Ecke des Hauses hergerichtet, während überarbeitete Räume in der Südost-Ecke für Gäste vorgesehen waren. Allerdings waren die Arbeiten mehr kosmetischer denn substanzieller Art, sodass Feuchtigkeit schon wenige Jahre später alle Bemühungen Lord Byrons wieder zunichtegemacht hatte. Der Dichter nutzte Newstead Abbey auch nie als dauerhaften Wohnsitz, sondern hielt sich immer nur zeitweilig dort auf. Trotzdem hatte dieser Besitz große Bedeutung für ihn und sein Werk, was daran deutlich wird, dass sich zahlreiche Gedichte Lord Byrons mit dem Schloss und seiner Umgebung befassen oder Anleihen daran in ihnen zu finden sind. Im Herbst des Jahres 1814 fand sein letzter Besuch statt. Wegen seiner immensen Schulden hatte er zuvor versucht, das Anwesen zu verkaufen. Eine Versteigerung am 14. August 1812 war aber ohne Ergebnis geblieben. Als sich anschließend mit Thomas Claughton doch ein Käufer gefunden hatte, der bereit war, 140.000 Pfund für den Besitz zu zahlen, platzte das Geschäft, weil Claughton nur einen Teil des vereinbarten Abschlags zahlte. Ende Juli 1815 startete ein neuer Versuch, das Anwesen zu versteigern, doch wieder erfolglos. Im Dezember 1817 erhielt Lord Byron dann ein Angebot von einem alten Schulfreund: Major (später Colonel) Thomas Wildman, dessen Vermögen von Zuckerrohrplantagen auf Jamaika stammte, bot ihm 94.500 Pfund für Newstead Abbey. Byron, der sich zu jener Zeit in Venedig aufhielt, unterschrieb den Kaufvertrag im November des darauffolgenden Jahres.

### Thomas Wildman
Wildman investierte weitere 100.000 Pfund in das Anwesen, um es in der Zeit von 1818 bis etwa 1829 instand zu setzen und umbauen zu lassen. Er gab dem Herrenhaus im Wesentlichen sein heutiges Aussehen. Die Entwürfe für die weitgehende architektonische Umgestaltung lieferte der Londoner Architekt John Shaw, der zuvor für den Wiederaufbau der Kirche St Dunstan-in-the-West verantwortlich zeichnete. Die Süd- und Westfassade erhielten eine grundlegend andere Gestaltung. Im Westen verlegte Shaw den bisher mit Treppenanlage ausgestatteten Eingang im ersten Geschoss hinunter ins Parterre. Das nicht mehr benötigte Portal aus dem 16. Jahrhundert versetzte er an die Ostseite. Als Erweiterungen kamen an der südwestlichen Ecke des Hauses nach Shaws Vorschlägen der sogenannte Sussex-Turm, ein wuchtiger Vierecksturm im neonormannischen Stil, und ein Küchenbau hinzu. Im Inneren ließ Wildman den Großen Saal sehr frei im Stil der Neugotik instand setzen, und auch die Schlafzimmer im Ostflügel wurden restauriert. Gleichzeitig mit dem Gebäude ließ Thomas Wildman auch den Garten verändern. Aus seiner Zeit als Schlosseigentümer stammen der Mönchsgarten, der Amerikanische Garten, der Küchengarten und der Garden Lake genannte See südlich des Herrenhauses. Die Arbeiten waren 1829 größtenteils beendet.

### Familie Webb

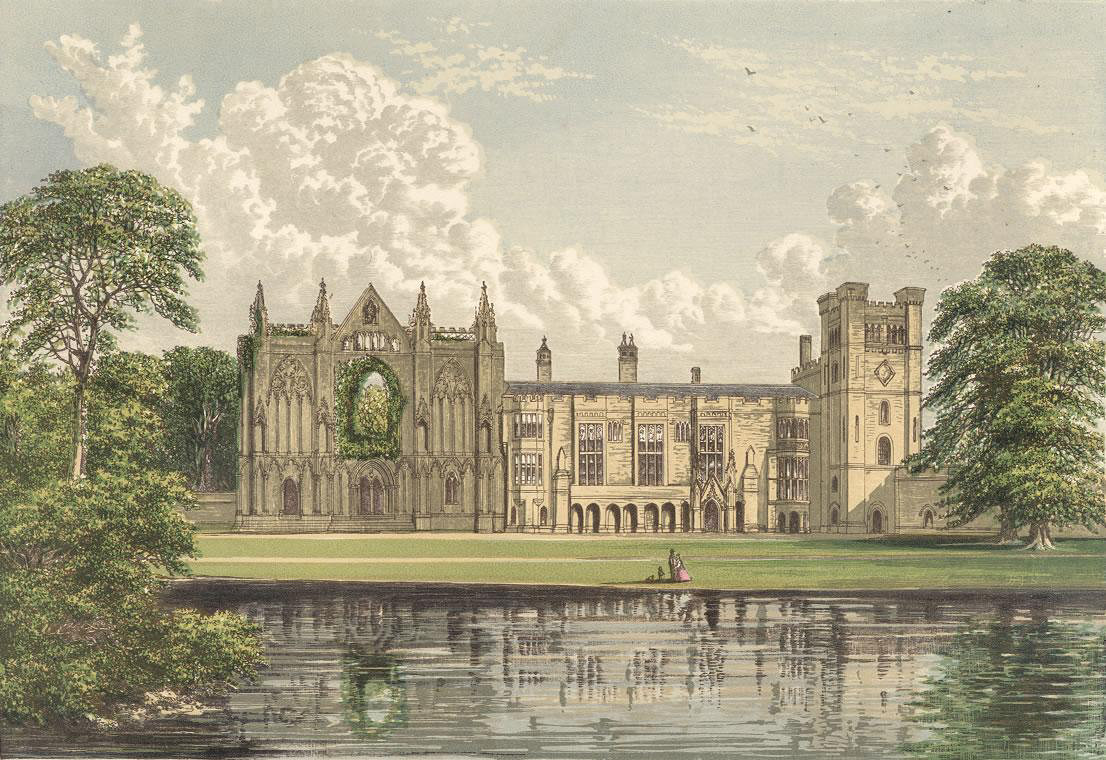
Newstead Abbey auf einem kolorierten Stich von 1880

Nach Wildmans Tod im Jahr 1859 veräußerte seine Witwe Newstead Abbey zwei Jahre später an William Frederick Webb, der gut befreundet war mit dem Afrikaforscher David Livingstone. Dieser besuchte Webb in seinem neuen Domizil und wohnte während jener Zeit in einem Zimmer im Sussex-Turm, das heute nach ihm benannt ist. Dort schrieb Livingstone sein Buch The Zambezi and Its Tributaries (deutsch Der Sambesi und seine Nebenflüsse). Webb modernisierte das Herrenhaus, indem er fließend Wasser und Strom installieren ließ. Zudem wurde unter ihm die Kapelle im Ostflügel von Charles Alban Buckler neu gestaltet. Auch ließ er die Inneneinrichtung und das Mobiliar einiger Räume verändern. So stammen die heute in Newstead Abbey zu sehenden Möbel mehrheitlich aus der Zeit der Familie Webb. Am nachhaltigsten hinterließen die Webbs aber ihre Spuren in den Gärten Newsteads. Die meisten von ihnen wurden im Verlauf von mehr als 40 Jahren von William Fredericks Frau Emilia Jane und seinen Töchtern angelegt. Dazu zählen der Farngarten (1864 bis 1865), die lange Staudenrabatte am Nordrand des Gartenareals (um 1870), Venetias Garten (ca. 1874), der Spanische Garten (1896), der Small Walled Garden (1898), der Japanische Garten (1899) und der Subtropische Garten (Anfang des 20. Jahrhunderts). Der bereits bestehende Amerikanische Garten wurde 1874 zu einem Rhododendrongarten umgestaltet, und der Französische Garten erhielt unter den Webbs 1916 eine einfachere Gestaltung. An Neubauten kamen unter anderem 1862–1863 ein neuer Stallkomplex und ebenfalls in den 1860er Jahren die drei Lodges an den Eingangstoren Newstead Abbeys sowie ein Gärtnerhaus im Küchengarten hinzu.
Nach Frederick Williams Tod ging das Anwesen nacheinander an seine vier Kinder; zuerst an Geraldine, dann an Ethel und nachfolgend an Roderick, ehe seine älteste Tochter Augusta, verheiratete Fraser, den Besitz 1916 erbte. Sie wohnte jedoch nicht selbst auf Newstead, sondern vermietete es an Sir Arthur Markham und seine Frau Lucy, geborene Cunningham, die auch nach Markhams plötzlichem Tod weiter in Newstead Abbey blieb.

### Heutige Nutzung
Augusta Fraser hinterließ das große Landschloss ihrem Sohn Charles Ian Fraser, der es 1925 an Sir Julian Cahn, einen Geschäftsmann aus Nottingham, verkaufte. Cahn behielt das Anwesen nicht lange, sondern machte es 1931 der Stadt Nottingham zum Geschenk. Diese begann 1939 mit Instandsetzungen und Restaurierungen und richtete dort anschließend ein Museum ein. Damit setzte Nottinghams Stadtrat eine alte Tradition fort, denn seit dem Tod George Gordon Byrons pilgerten Anhänger und Bewunderer von ihm nach Newstead, um seinen zeitweiligen Aufenthaltsort zu besuchen. Sowohl Thomas Wildman und seine Frau als auch ihre Nachfolgerin, die Familie Webb, öffneten Newstead Abbey für Besucher und nutzten es nicht nur als rein privaten Wohnsitz. Zu sehen sind heute im Wesentlichen Stücke aus vier verschiedenen Sammlungen: zum ersten die große Roe-Byron-Sammlung, die Exponate im Zusammenhang mit dem berühmten Dichter umfasst, darunter Familienporträts, Manuskripte und Briefe, aber auch einige Möbelstücke. Sie wurde dem Museum 1937 überlassen. Zum zweiten besitzt das Museum die Fraser-Sammlung mit Dingen aus dem persönlichen Besitz des Dichters. Vervollständigt wird dieses Material durch die Gatty-Sammlung mit Mobiliar der Familien Byron und Webb. Zum anderen besitzt das Museum eine große Sammlung von Kleidung aus zurückliegenden Jahrhunderten. Einige Stücke davon können Besucher im Ankleidezimmer des berühmten Dichters selbst anprobieren. Daneben gibt es in den Räumen des Herrenhauses viele Exponate zu sehen, die den einstigen Eigentümerfamilien gehörten, so zum Beispiel Urkunden, Tagebücher und Fotoalben mit Aufnahmen aus Viktorianischer Zeit.

## Beschreibung
Newstead Abbey ist ein großes Landhaus im viktorianischen Stil, das inmitten eines großen Schlossparks mit Seen, Teichen und verschiedenen Gärten steht. Das Anwesen liegt im Tal des River Leen, dessen Lauf die Form und Gestaltung des Schlossparks maßgeblich prägte.

### Architektur

#### Herrenhaus

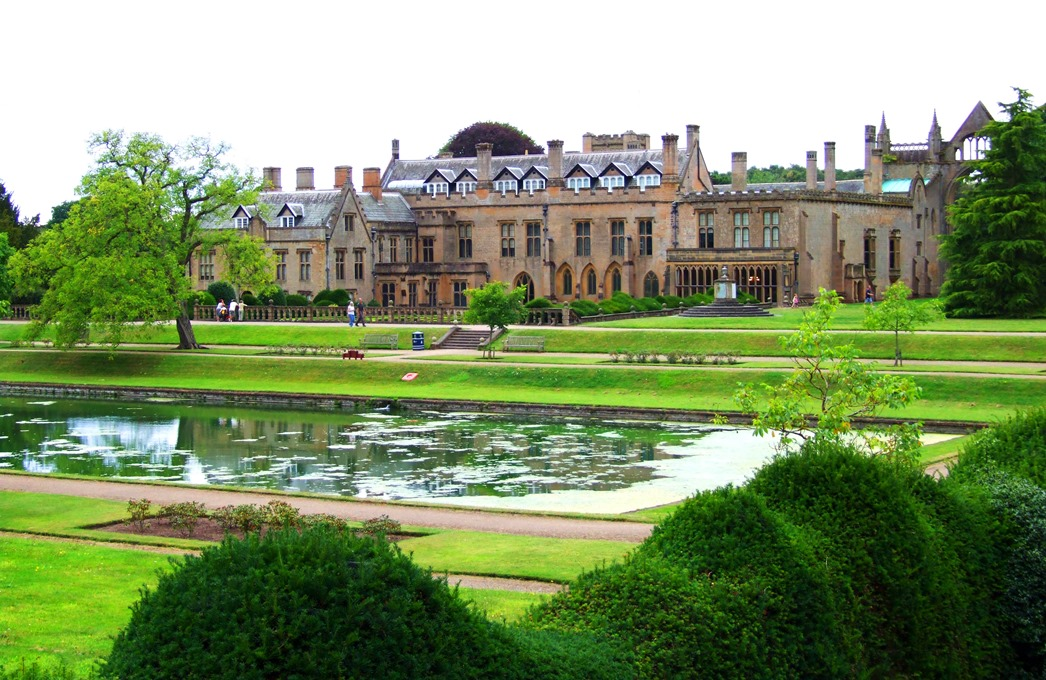
Blick über den Adlerteich zur Gartenseite des Herrenhauses

Das Herrenhaus von Newstead Abbey ist eine geschlossene Vierflügelanlage aus Grauwacke und Haustein, die um und auf dem Kreuzgang des Klosters St. Mary of Newstead errichtet wurde. An der Südwest-Ecke dieses Gevierts steht der viergeschossige Sussex-Turm (englisch Sussex Tower) im neonormannischen Stil. Er erhielt seinen Namen von August Frederick, dem Herzog von Sussex, der zu Thomas Wildmans Zeiten oft in Newstead Abbey zu Gast war. Ihm schließt sich ein Bau von 1819 mit einer im Inneren achteckigen Küche an. Turm und Küche sind mit dem dreistöckigen Büroflügel (englisch Office Wing) verbunden, der sich von dort mit polygonalem Grundriss nach Westen erstreckt. Der Südost-Ecke des Herrenhauses schließt sich der L-förmige Familienflügel (englisch Family Wing) im Stil der Neorenaissance an. Er wird so genannt, weil die Eigentümerfamilien im 19. Jahrhundert nicht das große Gebäude, sondern nur diesen kleineren Flügel zu Wohnzwecken nutzten. Seit 1979 ist auch er im Rahmen eines Museumsbesuchs zugänglich. An seiner Ostseite findet sich die ehemalige Eingangstür der Westfassade aus dem Jahr 1631.
Die Fassade des Westflügels, dessen Name, Priorʼs Lodgings, auf die frühere Nutzung hindeutet, zeigt drei große rechteckige Fenster, hinter denen der Große Saal (englisch Great Hall) liegt. Sie nehmen die Höhe von zwei Geschossen ein. Links daneben sieht der Betrachter im ersten und zweiten Obergeschoss zwei übereinander liegende Erkerfenster. Im Erdgeschoss der Westseite befindet sich das spitzbogige Hauptportal des Hauses. Rechts daneben sind zwei erkerartig vorstehende, halbrunde Fenster zu sehen, hinter denen sich das große Treppenhaus befindet. Hinter einem Zinnenkranz erhebt sich das flache Satteldach dieses Gebäudetrakts. Die zum Garten zeigende Ostfassade des Herrenhauses zeigt einen gut erhaltenen Eingang aus der Mitte des 13. Jahrhunderts. Er führt in das ehemalige Kapitelhaus, das im 16. Jahrhundert zu einer Kapelle umgestaltet wurde.

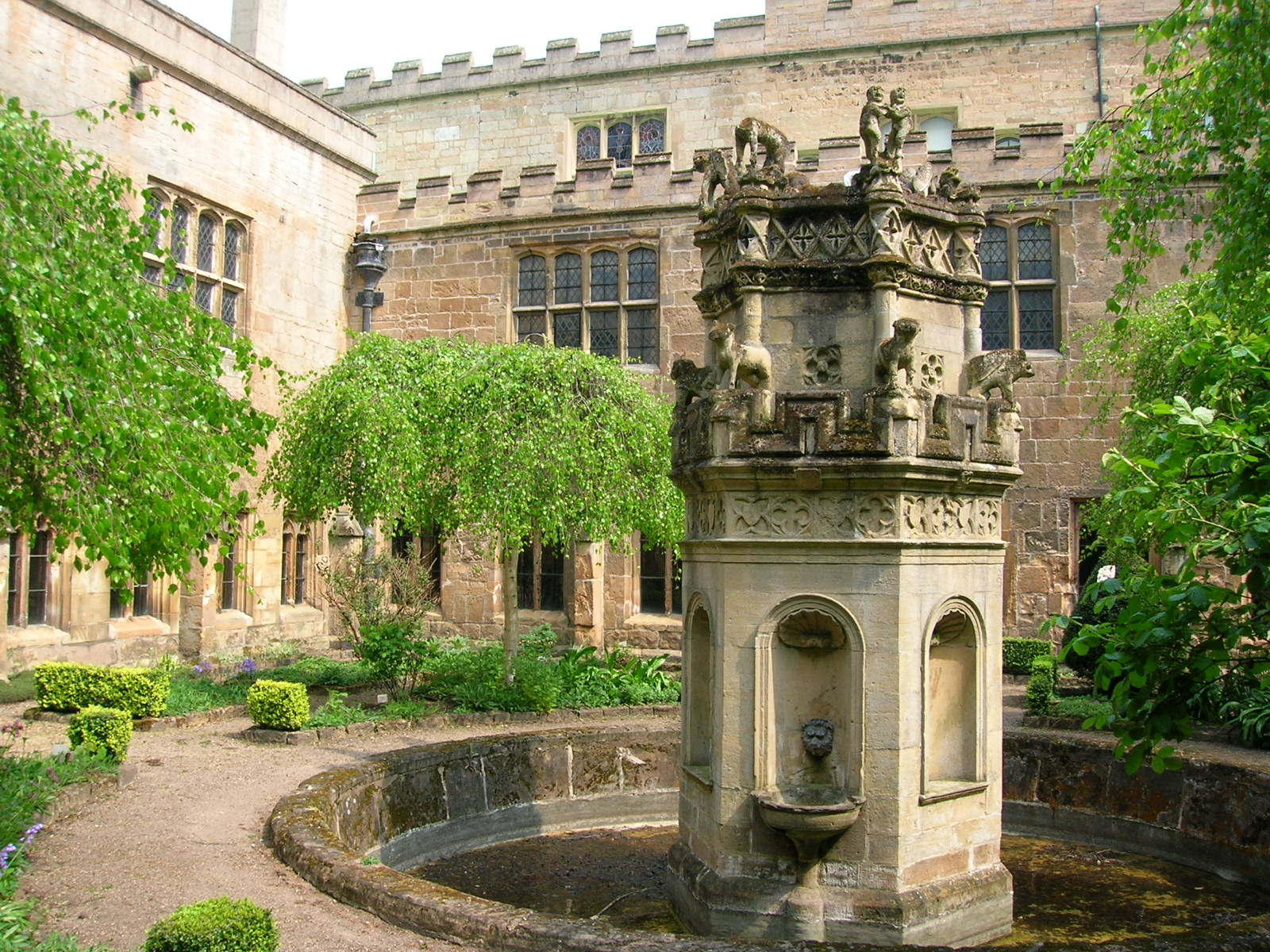
Brunnen im Kreuzganghof

Im Zentrum des Kreuzganghofs steht ein Brunnen aus dem frühen 16. Jahrhundert, der seit dem 13. Oktober 1966 unter Denkmalschutz steht (Grade II). Lord Byron beschrieb ihn in einem seiner Cantos von Don Juan. Gemälde des 18. Jahrhunderts zeigen ihn auf der Wiese südlich des Herrenhauses. Es scheint, als habe Lord Byron ihn wieder an seinen Originalplatz zurücksetzen lassen. Der sechseckige Brunnenaufsatz steht in der Mitte eines in den Erdboden eingelassenen runden Wasserbassins. Im unteren Bereich besitzt er an allen Seiten rundbogige Nischen mit Muschelverzierung. Darüber findet sich ein Fries mit Vierpass-Zier und Wappenschilden, auf dem sich ein Zinnenkranz erhebt. Auf dessen Ecken sitzen steinerne Grotesken. Hinter dem Zinnenkranz erhebt sich ein weiterer achteckiger Aufsatz mit Halbsäulen an den Ecken. Sie tragen zwei weitere Friese, von denen der obere, größere ein Rautenmuster aufweist. Über dem Fries sitzen auf den Brunnenecken wiederum Steinfiguren. Eine Inschrift datiert den Brunnen in das Jahr 1720, aber seine Gestaltung weist ihn als Werk des 16. Jahrhunderts aus. Der Text könnte auf eine Instandsetzung des Brunnens durch William Byron oder das Versetzen vom Kreuzganghof zur Südseite hinweisen.

#### Kirchenruine
Nördlich des Herrenhauses stand früher die 257 Fuß (78,3 Meter) lange Prioratskirche. Das einzige, was von ihr noch existiert, ist die Westfassade aus der Zeit um 1270, die dem Decorated Style angehört. Die erste Kirche scheint keine Seitenschiffe gehabt zu haben, doch wurde ihr im späten 13. Jahrhundert eines an der Nordseite angefügt, während auf der Südseite der Kreuzgang unmittelbar an das Hauptschiff stieß. Die symmetrisch gestaltete Westfront erhob sich also als Blendfassade vor einem asymmetrischen Gebäude. Vier fialenbesetzten Strebepfeiler unterteilen die Fassade in drei Partien. In der mittleren befindet sich das große, spitzbogige Hauptportal mit reicher Profilierung und der Figur des thronenden Christus im Tympanon. In den beiden seitlichen Achsen finden sich ebenfalls spitzbogige, jedoch kleiner gestaltete Eingänge. Darüber liegen Blendarkaden mit Maßwerk. Das ehemals sechsbahnig gegliederte große Maßwerkfenster wird von vierbahnigen Blendfenstern flankiert. Das Giebeldreieck der Fassade zeigt eine Nische und darin eine sitzende Madonna aus Stein. Aus der Bauzeit stammen auch zwei Prozessionstüren in der Nordmauer des Kreuzganges, die früher von der Südseite der Kirche in den Kreuzgang führten und heute vermauert sind. Die Kirchenfassade steht gemeinsam mit dem Herrenhaus als Listed Building in der Denkmalliste. Die Stelle, an der die Prioratskirche früher stand, ist zusätzlich als Scheduled Monument geschützt.

#### Ställe und Follys

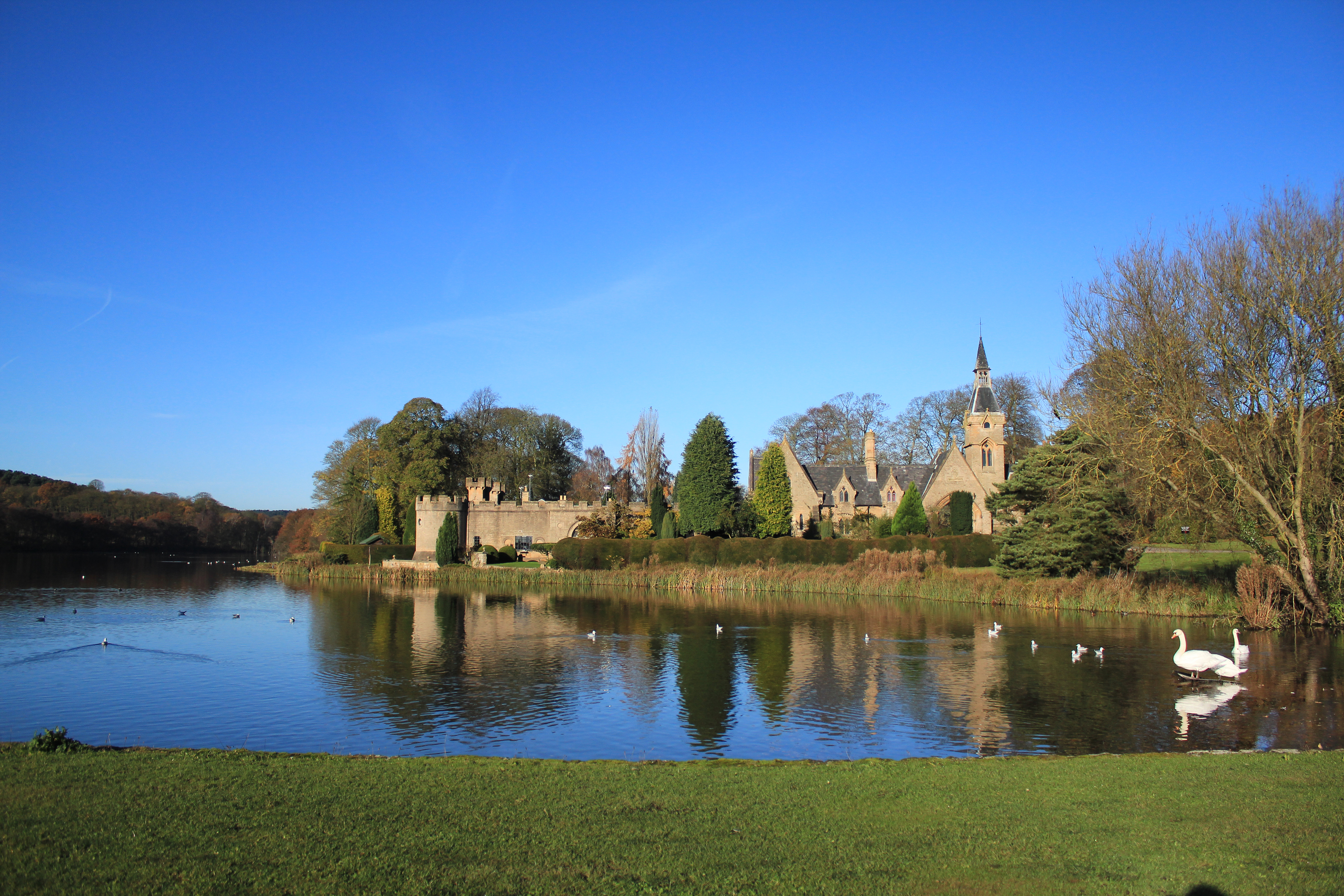
Der Stallkomplex (rechts) und das daneben liegende Scheinfort (links)

Rund um den Upper Lake nordwestlich des Herrenhauses stehen zwei Follys, die der fünfte Baron Byron dort errichten ließ. Am Westufer des Sees, rund 450 Meter vom Herrenhaus entfernt, liegt ein Schein-Kanonenfort, das um 1749 aus behauenen Steinquadern errichtet wurde. An seiner Nordseite gibt es einen Schiffsanleger. Die Familie Webb nutzte den als Grade-II*-Listed-Building geschützten Bau als Bootshaus. Genau gegenüber am anderen Seeufer ließ Baron Byron um 1770 die damaligen Stallungen zu einem weiteren Scheinfort (englisch mock fort) umgestalten. Die Webbs nutzten das Folly seit spätestens 1877 aber wieder als Kuhstall.
Neben dem zweiten Scheinfort am östlichen Ufer des Upper Lakes steht rund 230 Meter vom Herrenhaus entfernt der zweite Stallkomplex des Anwesens, der für die Familie Webb 1862/1863 durch den Architekten Matthew Ellison Hadfield errichtet wurde. Er steht seit dem 27. April 1987 als Einzeldenkmal (Grade II) unter Schutz. Er befindet sich – wie auch das benachbarte Scheinfort – in Privatbesitz und wird zu Wohnzwecken genutzt. Das neugotische Gebäudeensemble besteht aus eingeschossigen Grauwackebauten mit Schieferdächern, die ein rechteckiges Areal einnehmen und einen Innenhof umschließen. An der Südseite steht das Torhaus mit spitzbogiger Toreinfahrt und Wappendarstellung im Giebel. Eine Inschrift in Form der Jahreszahl 1862 zeugt vom Erbauungsdatum. Direkt neben dem Tor steht ein hoher quadratischer Turm mit Pyramidenhelm und offener Laterne, der von einer Wetterfahne bekrönt ist.

### Innenräume

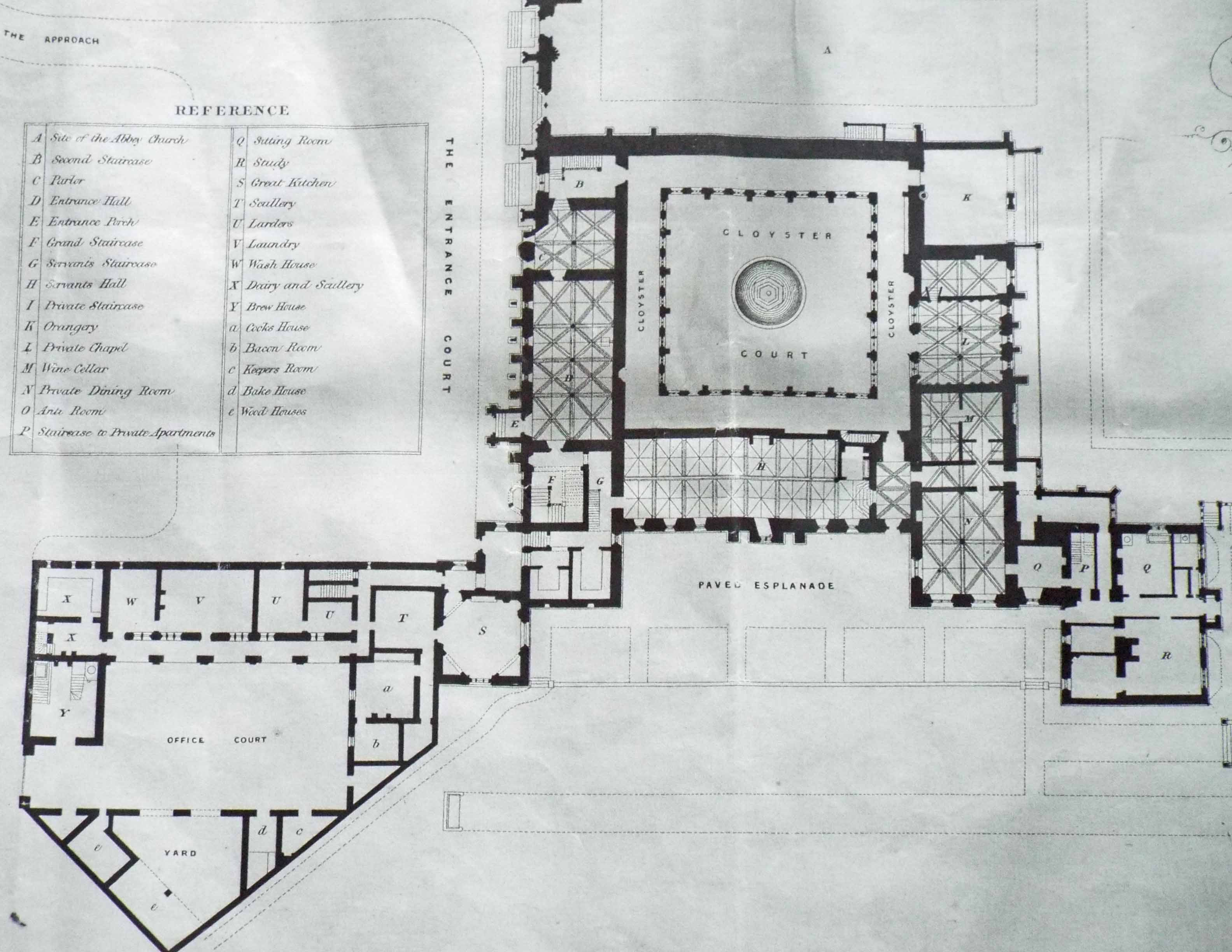
Erdgeschossgrundriss von 1860

Die Wohnräume von Newstead Abbey liegen in den Obergeschossen und besitzen eine Ausstattung, die typisch für ein großes englisches Landhaus des 19. Jahrhunderts ist. Zu erreichen sind sie alle über hofseitige Galerien in den vier Flügeln des Gebäudes. Historiker gingen lange Zeit davon aus, dass diese während der Umgestaltung des Priorats zu einem Landsitz gebaut wurden und damit aus dem 16. Jahrhundert stammen, allerdings wurden in jüngerer Vergangenheit Anzeichen dafür gefunden, dass diese Galerien schon zur Klosterzeit existierten.

#### Westflügel

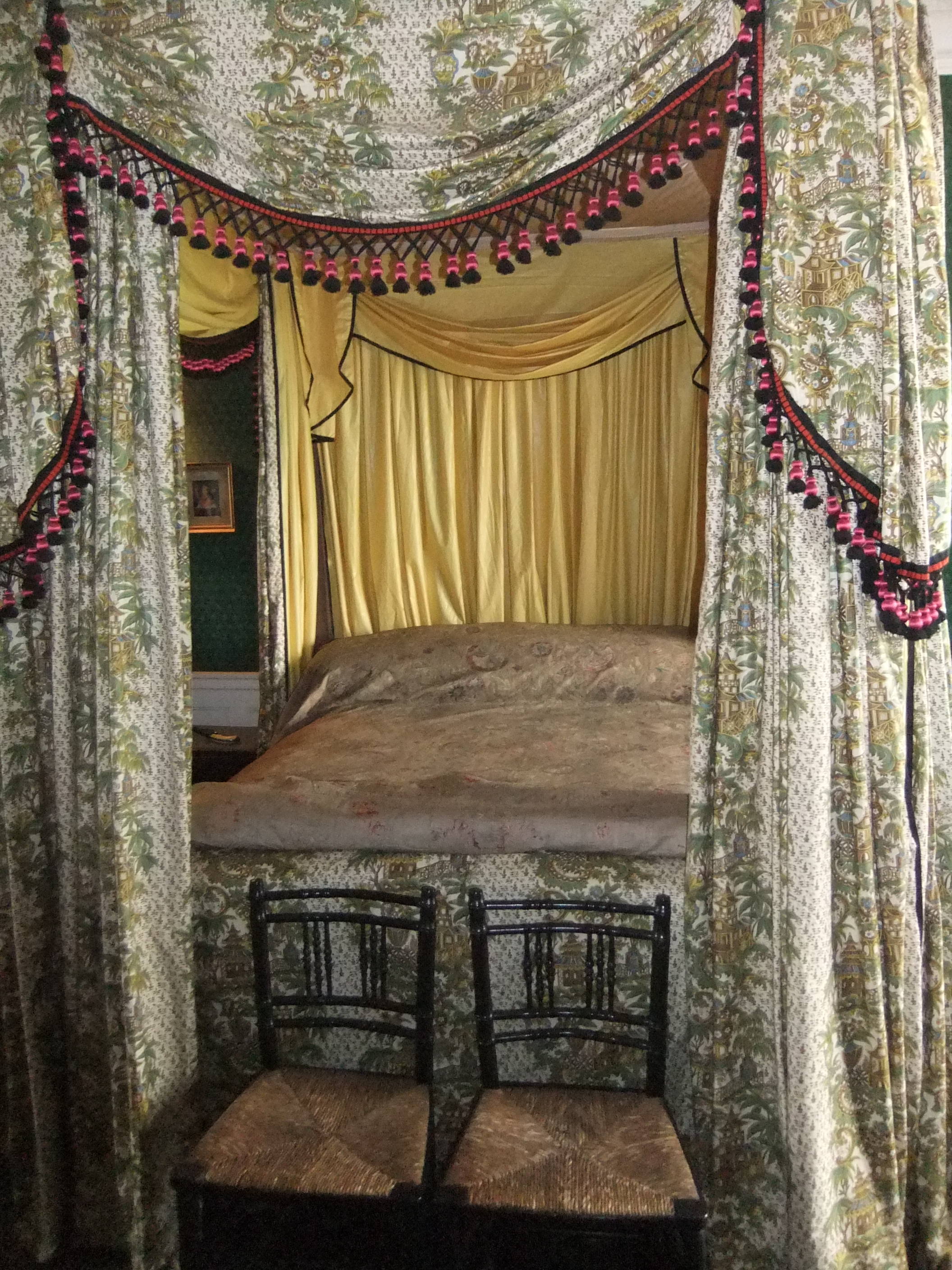
Lord Byrons Bett

Hinter dem Portal an der Westseite liegt linkerhand ein 74 Fuß × 23 Fuß (etwa 14,3 m × 7 m) großer, kryptaähnlicher Gewölberaum (englisch undercroft). Sein Kreuzrippengewölbe mit acht Jochen ruht auf achteckigen, kämpferlosen Pfeilern. Im Raum sind einige Grabmale von Mitgliedern der Familie Byron aufgestellt, die von ihrem ursprünglichen Ort in der Kirche von Colwick dorthin gebracht worden sind. Rechterhand des Eingangs liegt das von John Shaw gestaltete neogotische Treppenhaus, das zum Großen Saal führt. George Gorden Byron nutzte diesen Saal zu Schieß- und Boxübungen. Er misst 64 Fuß × 36 Fuß (ca. 19,5 m × 11 m) und nimmt mit seiner Höhe von 36 Fuß (11 Metern) sowohl das erste als auch das zweite Obergeschoss des Westflügels ein. Der Raum besitzt eine Ausstattung im neugotischen Stil, die aus einer Umgestaltung unter John Shaw resultiert. Dazu zählen eine Eichentäfelung, die aus dem Holz eines einzigen Baumes gefertigt worden sein soll, und eine hölzerne Musikerempore. Die Decke aus Eichenholz stammt jedoch noch aus dem Jahr 1623. Ein besonderes Ausstattungsstück ist ein dreiteiliger Sichtschutz aus Eichenholz im Stil des Flamboyants.
Nördlich des Großen Saals liegt im ersten Obergeschoss der kleine ehemalige Salon des Priors (englisch Priorʼs Parlour), der von der Westgalerie erreichbar ist. Der Raum besitzt eine Ausstattung im Tudorstil und wurde von Lord Byron als Ess- und Frühstückszimmer genutzt. Die Wände sind mit schwarzem Eichenholz vertäfelt, und der verzierte, kassettierte Kaminaufsatz zeigt Wappenabbildungen sowie Reliefköpfe und Figuren. In der Mitte prangt das Wappen der Familie Byron. Der Aufsatz datiert in das Jahr 1556 und stammt ursprünglich aus Colwick Hall, einem anderen Byron-Besitz, den die Familie im 18. Jahrhundert veräußerte. Das Mobiliar in diesem Zimmer stammt von dem bekannten Kunsttischler George Hepplewhite. Über eine schmale Wendeltreppe neben dem Salon des Priors ist das zweite Obergeschoss des Westflügels erreichbar. Dort liegt über dem Salon das ehemalige Schlafzimmer des Priors, das Lord Byron ebenfalls als Schlafzimmer nutzte. Es ist der einzige Raum in Newstead Abbey, der nach dem Auszug des Dichters nicht mehr verändert wurde. So ist dort immer noch das vergoldete Bett Byrons zu sehen.

#### Nordflügel
Der zweigeschossige Nordflügel ist der einzige Trakt von Newstead Abbey, der nur aus korridorartigen Gängen besteht. Im Erdgeschoss findet sich der alte Klosterkreuzgang, darüber liegt im Obergeschoss die Nordgalerie, die im 19. Jahrhundert unter Thomas Wildman zu einer Bibliothek umgestaltet wurde. Sie ist mit einem Marmorkamin aus der Mitte des 18. Jahrhunderts ausgestattet, der vielleicht von Thomas Carter gefertigt wurde.

#### Ostflügel
Im Erdgeschoss des Ostflügels befindet sich die Kapelle von Newstead Abbey, die heutzutage für Hochzeiten gemietet werden kann. Sie entstand durch Umbau des ehemaligen Kapitelhauses. Als George Gorden Byron jedoch Ende des 18. Jahrhunderts sein Erbe antrat, wurde dieser Raum als Heulager genutzt. Byron selber soll dort eine Menagerie eingerichtet haben. Der Raum besitzt einen quadratischen Grundriss mit 24 Fuß (rund 7,1 Metern) Seitenlänge und ist von einem Kreuzgewölbe überdeckt, das von zwei Säulenbündeln getragen wird. Der Raum wird vom östlichen Kreuzgang durch eine große, zweiflügelige Rundbogentür betreten. An der Nordseite der Kapelle lag früher zu Klosterzeiten ein schmaler Gang, durch den sie (damals noch Kapitelhaus) mit dem südlichen Querhaus der Prioratskirche verbunden war. Thomas Wildman gestaltete den Gang zu einer Familienempore für die Kapelle um. Die Ausstattung des Kirchenraums stammt aus den 1860er Jahren und wurde unter William Frederick Webb nach Entwürfen des Architekten Charles Alban Buckler installiert. Die Fenster mit Glasmalereien stammen aus der Manufaktur von John Hardman & Co. Nördlich der Kapelle liegt in der Nordost-Ecke des Herrenhauses die ehemalige Orangerie mit einer Decke aus dem 19. Jahrhundert. Sie war möglicherweise zuvor woanders installiert und imitiert eine Stuckdekoration des 17. Jahrhunderts. Südlich der Kapelle liegen zwei weitere Räume mit Gewölbedecke. Sie werden Becket-Zimmer (englisch Becket Room) sowie Plantagenet-Zimmer (englisch Plantagenet Room) genannt und dienten seit dem 19. Jahrhundert als Weinkeller und Esszimmer.
Im Obergeschoss des Ostflügels lag früher das Dormitorium. Unter John Byron wurde es in mehrere kleinere Schlafzimmer unterteilt. Sie alle haben eine aufwändige neogotische Ausstattung wie schwere Täfelungen sowie Tapisserien und sind nach englischen Königen oder hohen Adeligen benannt. Zu ihnen zählt der Raum Karls II. (englisch Charles II Room). Seine bemalte Decke mit grotesker Dekoration stammt aus der Zeit um 1720 und wird William Kent zugeschrieben. In den Räumen Edwards III. (englisch Edward III Room) und des Herzogs von Sussex (englisch Duke of Sussex Room) sind die Kamine mit aufwändig gestalteten Aufsätzen aus dem 16. Jahrhundert versehen. Wie derjenige im Salon des Priors stammen sie wahrscheinlich aus Colwick Hall.

#### Südflügel

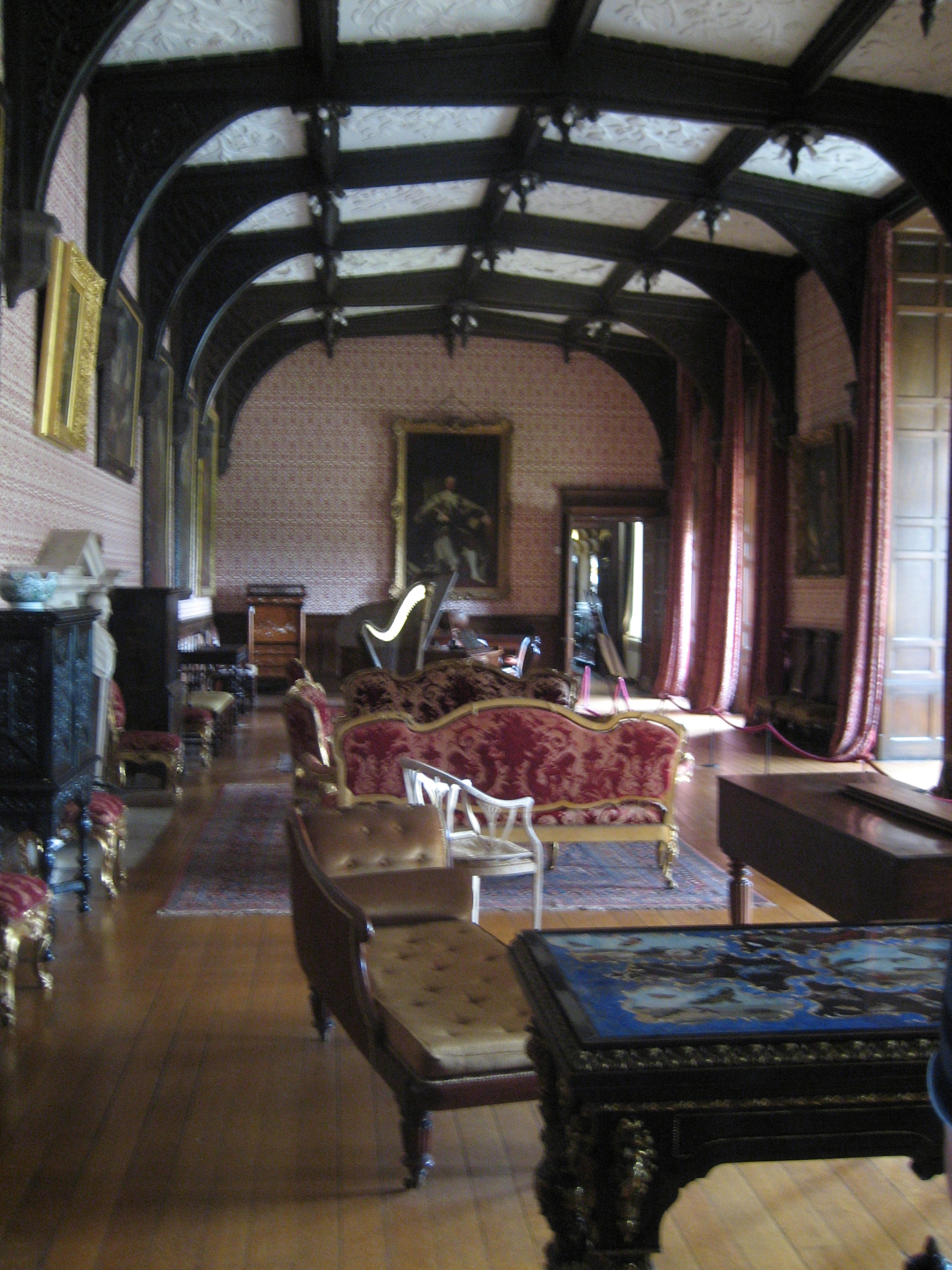
Das Musikzimmer

Die beiden Geschosse des Südflügels werden, abgesehen von einem schmalen Treppenhaus, pro Etage von einem einzigen Raum eingenommen. Im Erdgeschoss liegt der sogenannte Guesten-Raum (englisch Guesten Chamber), ein 71 Fuß × 35 Fuß (etwa 21,6 m × 35 m) messender Raum, der im Mittelalter als Xenodochium und nach der Klosterauflösung als Aufenthaltsraum für Bedienstete genutzt wurde. Er besitzt – ähnlich wie die Eingangshalle auf der Westseite – ein Kreuzgewölbe, das von sechs Pfeilern getragen wird. Durch einen großen Kamin an einer der Längswände konnte der Raum beheizt werden. Im Obergeschoss des Südflügels befindet sich das Musikzimmer (englisch Music Room oder Great Drawing Room), das früher auch Saloon genannt wurde. Es entstand aus dem Refektorium des einstigen Klosters und misst 75 Fuß × 35 Fuß (ca. 22,9 m × 10,5 m). Seine Holzausstattung stammt aus der Mitte des 19. Jahrhunderts, lediglich die stuckierte Kassettendecke ist älter. Sie stammt von 1631–1633. Allerdings sind nur noch die acht Kassetten am östlichen Ende original, die übrigen wurden bei einem Brand 1965 zerstört und im Jahr darauf bei einer Restaurierung rekonstruiert. Der Marmorkamin aus der Mitte des 18. Jahrhunderts wird Thomas Carter zugeschrieben. Sein von einem kleinen Dreiecksgiebel bekrönter Sturz zeigt ein Relief mit der Geschichte von Androklus und dem Löwen. Die Kaminöffnung ist von zwei Stelen flankiert, welche die Büsten vom Demosthenes und Cicero tragen. Neben dem Kamin befindet sich eine durch das Feuer 1965 beschädigte Wandmalerei, die aus dem späten 12. Jahrhundert stammen könnte. Das Musikzimmer wurde bei der Restaurierung so wiederhergestellt und anschließend eingerichtet wie es 1840 ausgesehen hat. Dazu gehören die Tapeten von Thomas Willement ebenso wie die Möbel aus dem 17. und 18. Jahrhundert.

### Schlosspark und -gärten
Zu Newstead Abbey gehört ein großer Landbesitz, der aus rund 273 Hektar Park- und Waldfläche sowie den insgesamt 10 Hektar großen Gärten besteht. Zugang gewähren drei Zufahrten, die alle von einer Lodge flankiert sind. Die drei Gebäude wurden alle 1862 durch den Architekten Charles Alban Buckler erbaut und sind als Einzeldenkmale der Stufe III (Grade III) in die englische Denkmalliste eingetragen.

#### Englischer Landschaftsgarten

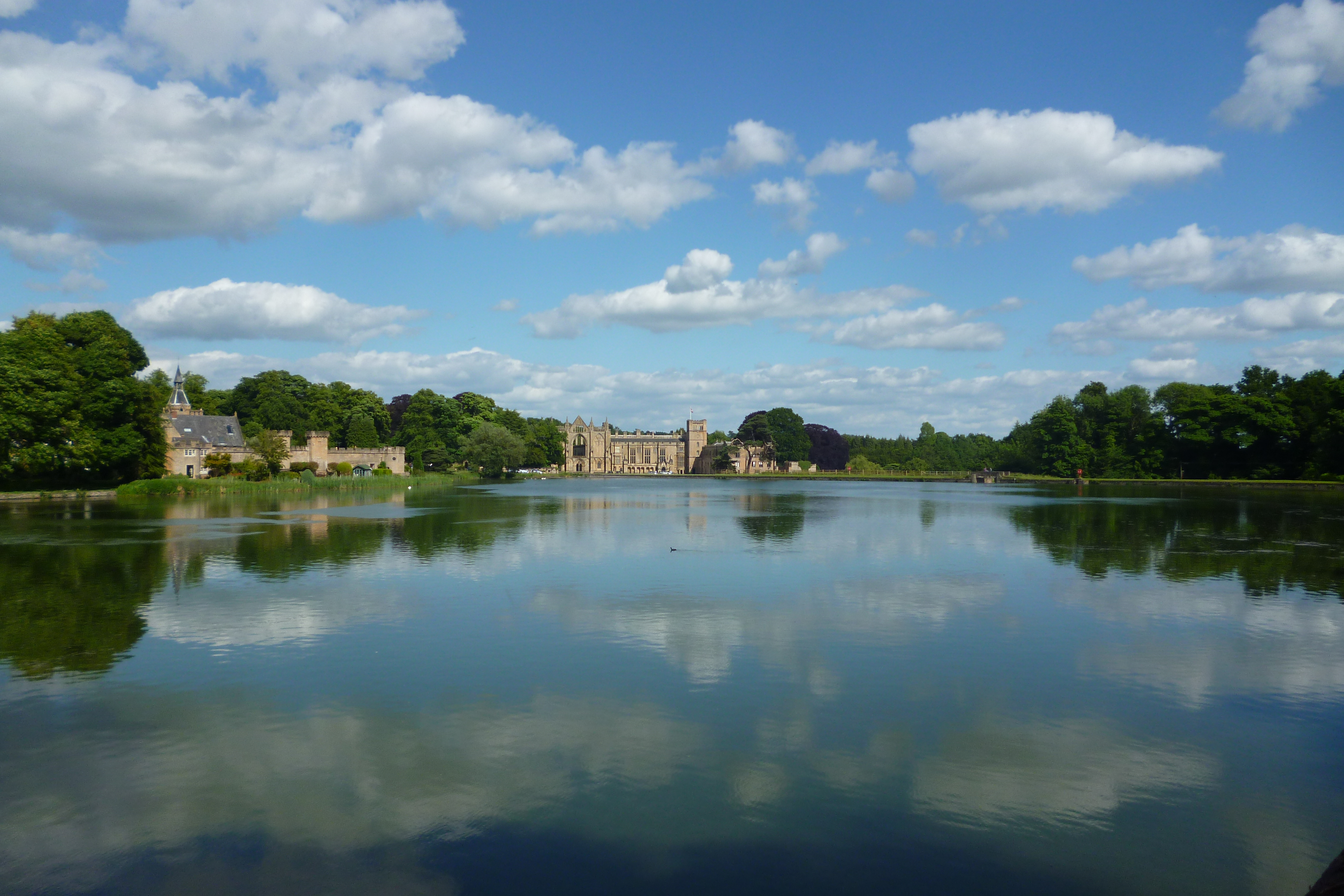
Blick über den Upper Lake zum Stallkomplex und Herrenhaus

Newsteads Park besteht aus einem englischen Landschaftsgarten, der stark durch den River Leen geprägt ist. Dieser speist die Wasserfälle, Seen und Teiche des Anwesens, die durch seine Aufstauung entstanden. Vom Upper Lake fließt er über eine Kaskade zum Garden Lake und von dort zu einem kleinen Wasserfall im Japanischen Garten, ehe er den südlichsten der Seen, den Lower Lake, auch Sherwood Lake genannt, erreicht. Dieser befindet sich heute in Privatbesitz und gehört nicht mehr zu Newstead Abbey. Die westlichste Wasserfläche ist der etwa 12 Hektar große Upper Lake. Er existierte schon zur Zeit des Klosters. Weil früher Mühlen an seinem Ufer standen, hieß er seinerzeit Mühlenteich (englisch Mill Lake). Der mittlere der Seen heißt Garden Lake. Er nimmt etwa eine Fläche von zwei Hektar ein und wurde um 1820 von Thomas Wildman angelegt. Seine Nordseite liegt etwa 150 Meter südlich des Herrenhauses. Sein Ufer ist von Sumpfzypressen, Spanischen Eichen, Mispeln und Weiden bewachsen. Im See wachsen unter anderem Sumpf-Schwertlilien, Wald-Engelwurz, Sumpf-Vergissmeinnicht, Rohrkolben, Flatter-Binse, Sumpfdotterblumen und Wasserminze. Der See ist Heimat für die Schwarzkopf-Ruderente, Graureiher und Eisvogel sowie diverse Libellenarten. Auf der Wiese zwischen Herrenhaus und Garden Lake steht der efeubewachsene Stumpf einer Eiche, die der Dichter Byron als kleiner Junge dort pflanzte und der er rund zehn Jahre später sein Gedicht To An Oak At Newstead widmete. Der Baum war in Viktorianischer Zeit eine der großen Besucherattraktionen von Newstead Abbey, musste aber im ersten Viertel des 20. Jahrhunderts gefällt werden.

#### Schlossgärten
Nördlich, östlich und südöstlich des Herrenhauses liegen die zum Teil formal gestalteten Gärten von Newstead Abbey. Sie wurden mehrheitlich im 19. Jahrhundert angelegt, lediglich der Große Garten (englisch Great Garden) ist älter. Die formalen Gärten sind von Mauern umgeben, die zum Teil noch aus der Zeit des Klosters stammen, mehrheitlich aber in das 18. Jahrhundert datieren.

##### Mönchsgarten und Boatswains Denkmal

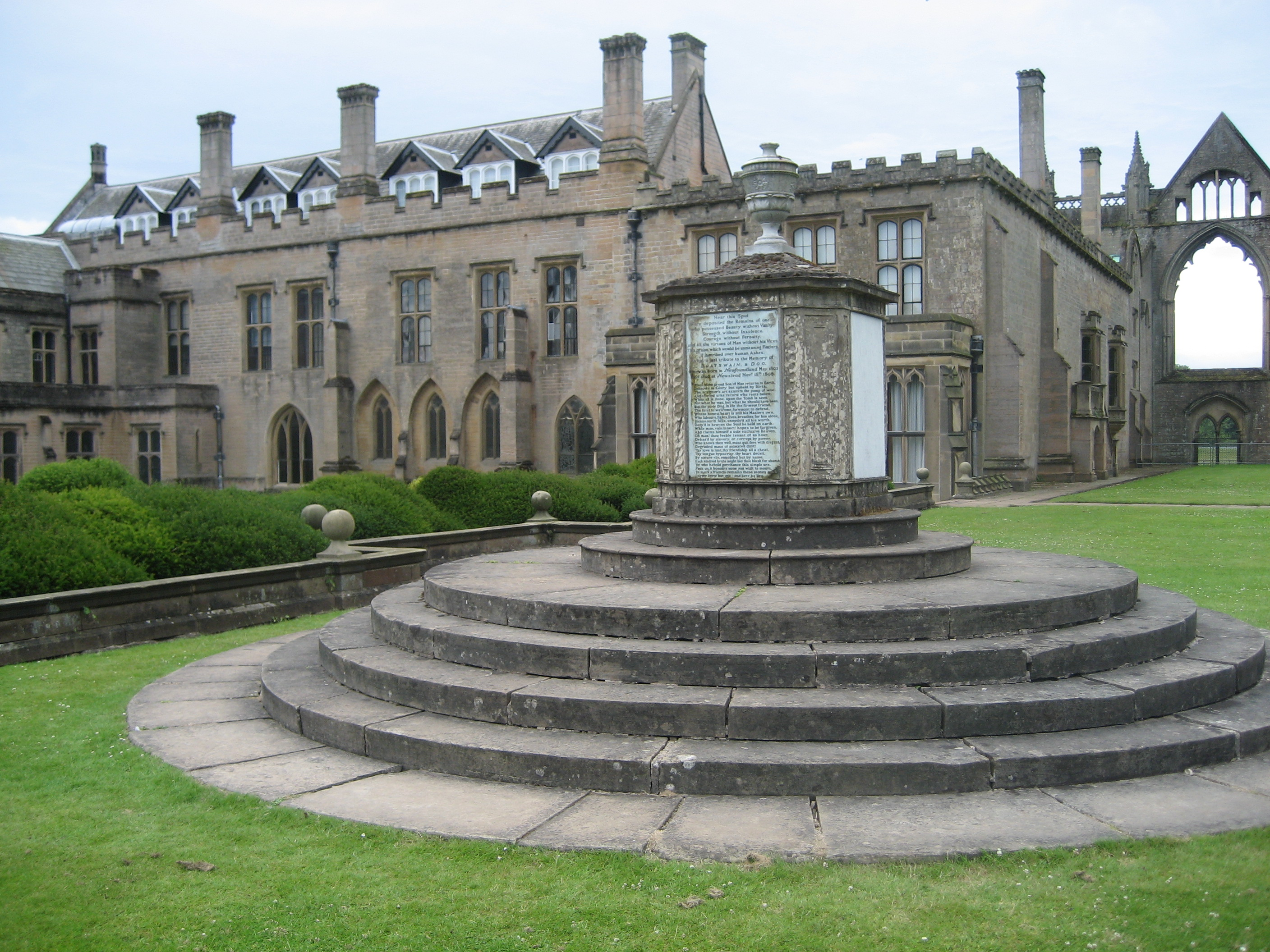
Boatswains Denkmal

Nördlich des Herrenhauses liegt der unter Colonel Thomas Wildman geschaffene Mönchsgarten (englisch Monkʼs Garden) mit seinen geradlinigen Wegen und seiner Bepflanzung aus Frühblühern wie Schneeglöckchen, Krokussen und Narzissen. In ihm steht ein Springbrunnen, den die Familie Webb als einen von zweien dort aufstellte. Sie ersetzten seinerzeit zwei einfache Fontänen mit runden Wasserbecken, die von der Familie Wildman installiert worden waren. Der zweite wurde im Jahr 1965 in den Rosengarten versetzt. Die Webbs nutzten den Mönchsgarten auch als Tierfriedhof, der mittlerweile allerdings verschwunden ist. Lediglich der Grabstein eines Papageien ist noch erhalten und im Herrenhaus ausgestellt.
Auf einer Wiese östlich des Mönchsgartens steht Boatswains Denkmal, das Lord Byron im Winter 1808/09 für seinen Lieblingshund, den am 18. November 1808 verstorbenen Neufundländer Boatswain, errichten ließ. Er wählte diesen Ort, weil er fälschlicherweise davon ausging, dass dort früher der Hochaltar der Prioratskirche gestanden hatte. Tatsächlich steht das seit dem 13. Oktober 1966 unter Denkmalschutz stehende Hundedenkmal etwas östlich des einstigen Altarstandortes. Ein runder Sockel mit sieben Stufen führt hinauf zu einer Urne, die auf einem quadratischen Hausteinblock mit vier Seitenplatten aus weißem Marmor steht. Die östliche Platte trägt eine Inschrift mit dem Epitaph to a Dog, das Byron im Gedenken an seinen Hund verfasste. Der Dichter wollte nach seinem Tod neben Boatswain begraben werden, doch seine Hinterbliebenen ließen ihn entgegen seinem Wunsch in der Familiengruft in der St.-Maria-Magdalena-Kirche in Hucknall beisetzen.

##### Spanischer und Französischer Garten

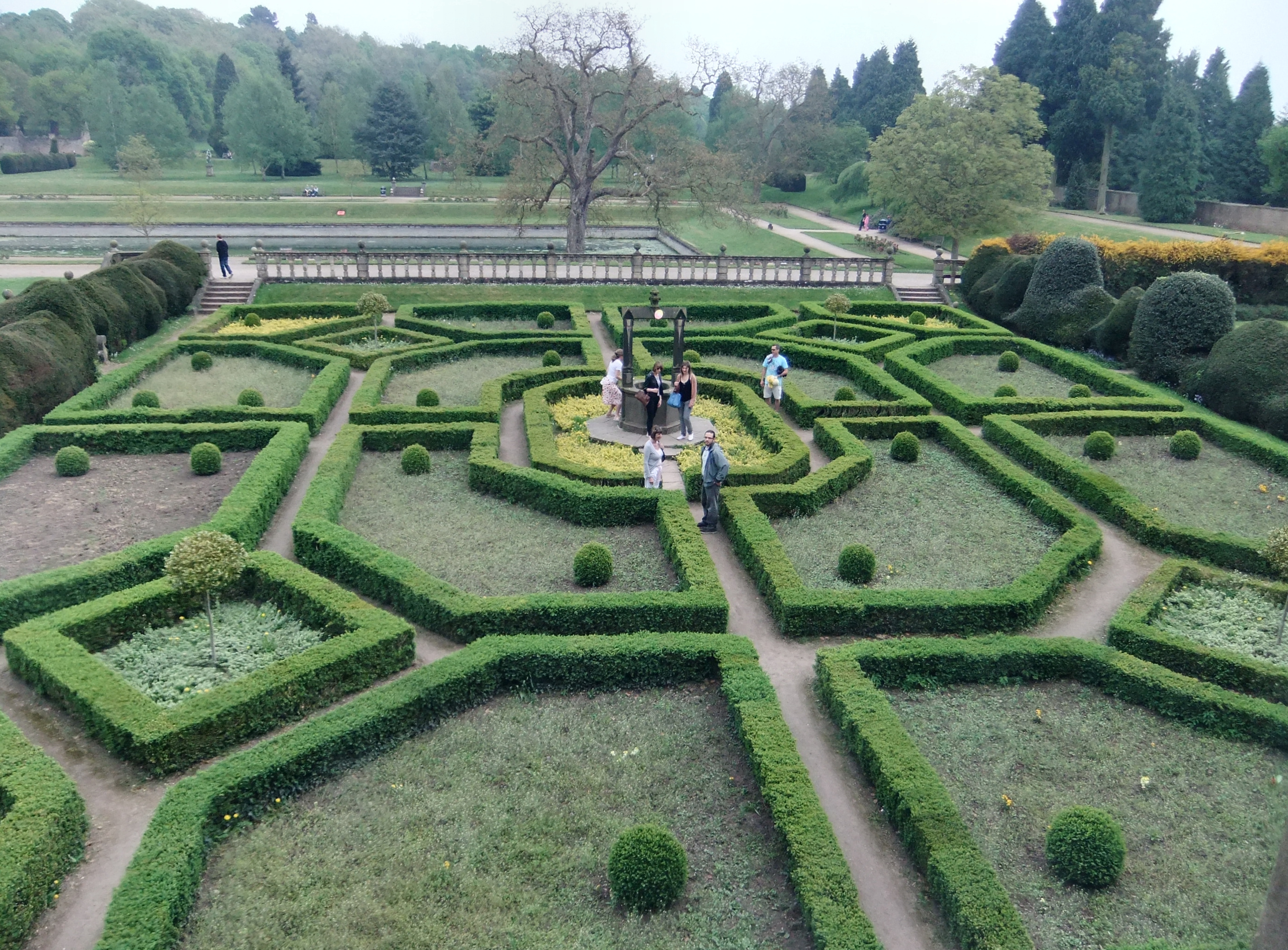
Spanischer Garten

Südlich von Boatswains Denkmal, von diesem durch eine Eibenhecke abgegrenzt und direkt östlich an die Rückseite des Herrenhauses anschließend, liegt der 1896 von Geraldine Webb als Blumenparterre angelegte Spanische Garten. Seinen Namen erhielt er von dem aus Spanien stammenden Brunnenaufsatz, der in der Mitte des Gartens aufgestellt ist. Er entstand am Ort des früheren Klosterfriedhofs und weist geometrische Formen auf. Seine Zierbeete mit einjährigen Pflanzen und Blumen besitzen eine Umrandung aus niedrigen, in Form geschnittenen Buchshecken. Eine steinerne Balustrade grenzt den Garten von der östlich anschließenden, höher gelegenen Terrasse ab, die zum Großen Garten überleitet. Südlich des Spanischen Gartens liegt der Französische Garten, der erst in jüngerer Zeit wiederhergestellt worden ist. Der Barockgarten war früher allerdings wesentlich aufwändiger gestaltet. Sein heutiges, einfaches Aussehen mit Kieswegen und Pflanzgefäßen geht auf das Jahr 1916 zurück. In seinem Zentrum steht eine Sonnenuhr.

##### Großer Garten

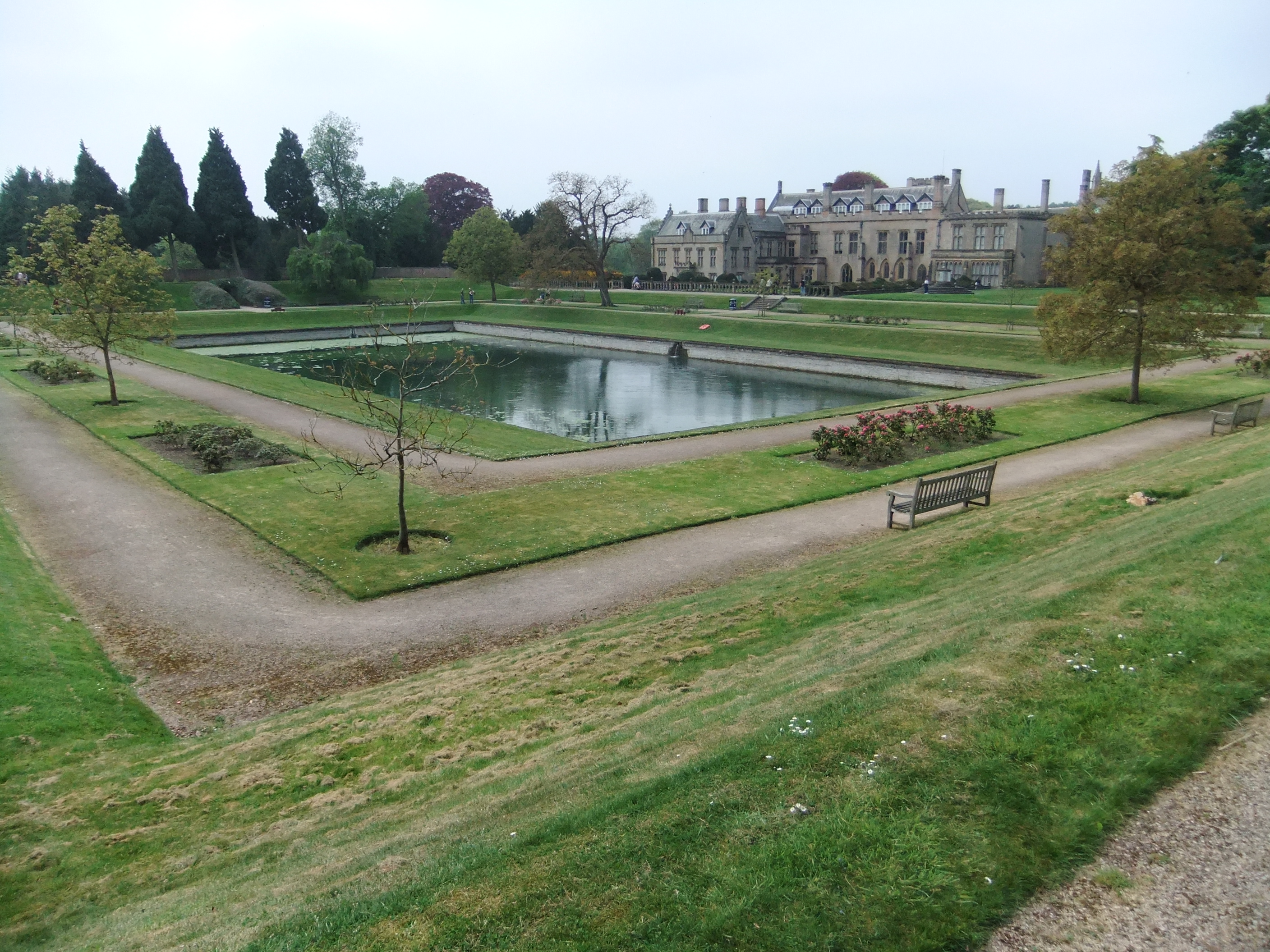
Der Adlerteich im Großen Garten

Vom Spanischen Garten führen Treppen hinauf zur 230 Fuß (rund 210 Meter) langen Terrasse, die 1896 ihre heutige, grundlegende Gestalt erhielt. Sie umrahmt an der West- und Südseite den Großen Garten, der den nordöstlichen Bereich des Gartenareals einnimmt. An der Nord-, Ost- und Südseite von einer Mauer umgeben, ist er in zwei etwa gleich große Partien unterteilt. In der westlichen, formal gestalteten Hälfte liegt der viereckige Adlerteich (englisch Eagle Pond), auch Spiegelteich (englisch Mirror Pond) genannt, der von terrassierten Wegen umgeben ist. Die Gestaltung ähnelt den niederländischen Gärten, die in der Regierungszeit von Königin Maria II. in Mode waren, weshalb der 300 Fuß × 100 Fuß (91,5 m × 30,5 m) große Teich vielleicht in jener Zeit angelegt wurde. Möglicherweise geht er auf einen klösterlichen Fischteich zurück. Der Name des Teichs stammt von einem Fund, der bei Arbeiten unter dem fünften Baron Byron gemacht wurde. Aus dem Schlamm am Grund des Beckens bargen die Arbeiter ein Adlerpult, das die Mönche gemeinsam mit zwei Messingkerzenhaltern bei der Klosterauflösung in den Teich geworfen hatten, um sie zu verstecken. Über mehrere Eigentümer gelangten die Stücke schließlich in die Kathedrale von Southwell, wo sie noch heute aufbewahrt werden. Die rechte Hälfte des Großen Gartens, die mit einigen Birken aus dem späten 20. Jahrhundert bepflanzt ist, wird Teufelswald (englisch Devilʼs Wood) genannt. Den Namen gab ihm im 18. Jahrhundert die abergläubische Landbevölkerung wegen zweier Statuen, die der fünfte Baron Byron 1784 dort aufstellen ließ. Bei ihnen handelt es sich um zwei Meter hohe Bleifiguren auf rechteckigen Hausteinsockeln, die einen männlichen und einen weiblichen Satyr darstellen. Sie stammen aus dem frühen 18. Jahrhundert und wurden möglicherweise von John Nost gefertigt. Beide stehen seit dem 13. Oktober 1966 als Grade-II-Denkmal unter Schutz. Die Bewohner der Umgebung von Newstead Abbey hielten die beiden Statuen für Teufelsfiguren und nannten ihren Standort entsprechend Teufelswald. Während der Zeit, als die Familie Webb Eigentümerin des Anwesens war, wurde dieser Bereich des Gartens Abtswald (englisch Abbotʼs Wood) genannt.
Entlang der Nordseite des Großen Gartens und des Mönchsgartens verläuft eine 720 Fuß (fast 220 Meter) lange Rabatte, die von der Familie Webb um 1870 angelegt und 1896 noch einmal umgestaltet wurde. Die winterharten Gewächse von damals sind aber in den 1990er Jahren durch die heutige Bepflanzung ersetzt worden.

##### Stew Pondund Subtropischer Garten

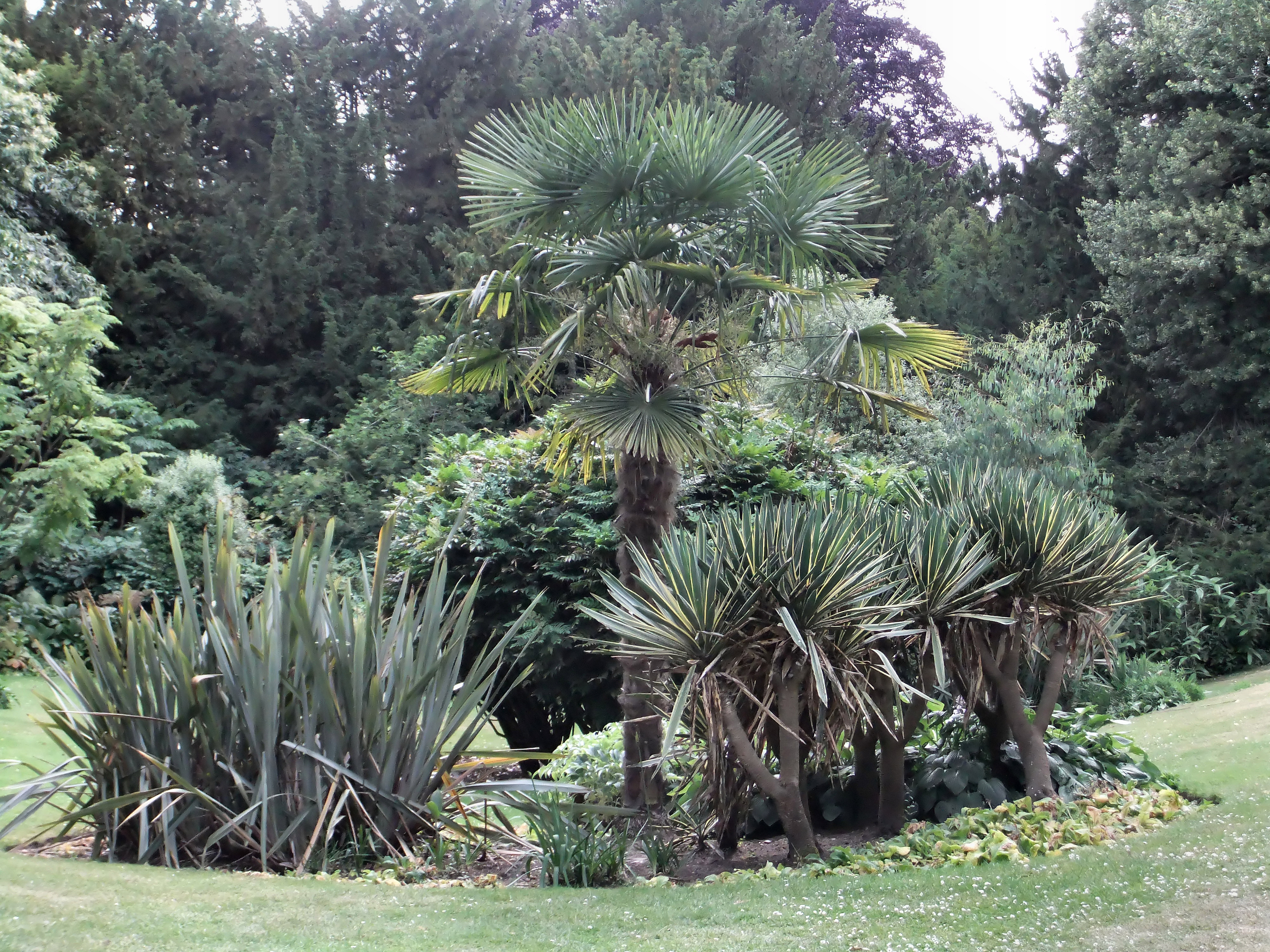
Pflanzen im Subtropischen Garten

In südlicher Verlängerung der östlichen Terrasse liegt ein Stew Pond genannter Teich. Auch er geht vielleicht auf einen klösterlichen Fischteich zurück und wurde möglicherweise durch die Familie Byron im frühen 18. Jahrhundert verändert, um aus ihm einen Zierkanal zu machen. In Viktorianischer Zeit wurden im Kanal Karpfen gehalten. An beiden Längsseiten des Stew Pons verlaufen Wege, die von Eiben flankiert sind. Östlich des Zierkanals liegt der Subtropische Garten. Er wurde im frühen 20. Jahrhundert auf dreieckigem Grundriss angelegt und 1990 nach einer Fotografie aus dem Jahr 1917 restauriert. Früher fanden sich dort Eukalyptusbäume, Pampasgras, Bleiwurz, Ehrenpreis und andere exotische Pflanzen, heute dominieren Mahonien, Yuccas und Bambus. Eine Besonderheit ist der dort zu findende Taschentuchbaum, der seinen Namen aufgrund der länglichen weißen Blüten trägt. Zu Zeiten der Familie Webb war dieser Garten von Rhododendren umgeben.

##### Small Walled Gardenund Rosengarten

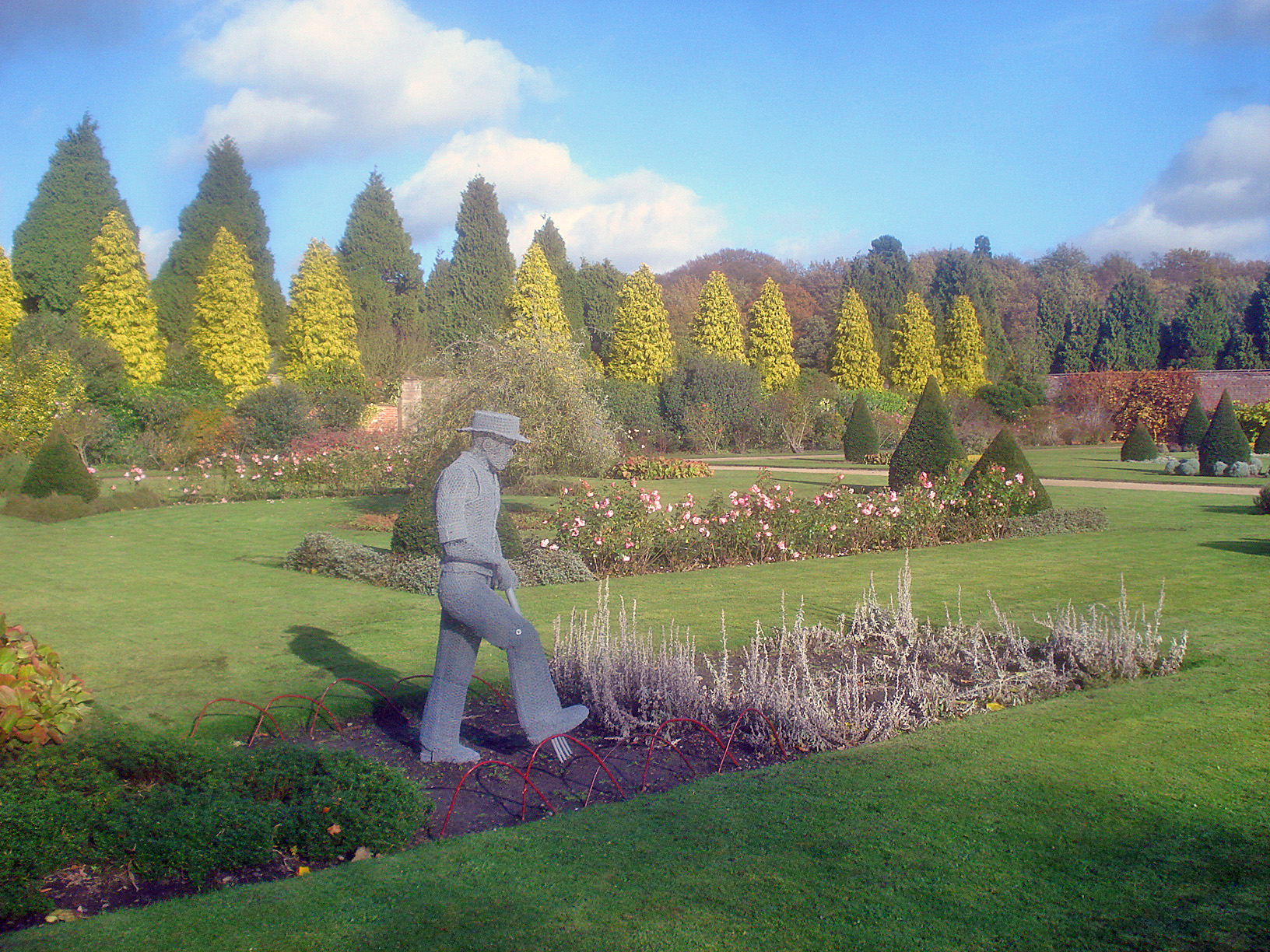
Rosengarten

Östlich des Subtropischen Gartens und damit südlich des Teufelswalds liegt das Areal des ehemaligen, 2,5 Acres (etwa einen Hektar) großen Küchengartens, der auf die Familie Wildman zurückgeht. Es besteht aus einem kleinen ehemaligen Obstgarten im Norden, der heute Small Walled Garden (deutsch kleiner ummauerter Garten) genannt wird, und dem größeren ehemaligen Gemüsegarten im südlichen Teil. Auch er ist von einer Mauer umgeben. Der Small Walled Garden wurde 1898 von den Webbs zu einem Rosen- und Nelkengarten umgewandelt, denn die Nelke war die Lieblingsblume von William Frederick Webbs Frau Emilia Jane. 1960 erfuhr der etwa 72 Yards (ca. 65,8 Meter) lange Garten eine erneute Umgestaltung, diesmal wurde er zu einem Irisgarten verändert. Seine heutige Gestaltung, bei der er durch einen geradlinigen Weg in zwei von Buchshecken eingefasste Bereiche geteilt wurde, erhielt dieser Garten erst kürzlich. Ein Tor in der Südmauer führt in den heute Rosengarten genannten Südteil des ehemaligen Nutzgartens. Eine Reihe von Koniferen markiert die Grenze zusätzlich. Der heutige Rosengarten ist eine Schöpfung aus dem Jahr 1998. Er besitzt Rosen- und Staudenbeete sowie kleine Topiarys. Seine Begrenzungsmauern sind von Rankpflanzen bewachsen. Durch zwei geradlinige, sich kreuzende Wege ist er in vier gleich große Rechtecke eingeteilt. Am Kreuzungspunkt der Wege steht ein Springbrunnen, der unter den Webbs aus dem Mönchsgarten dorthin versetzt wurde. Zudem errichtete die Familie im Garten beheizte Gewächshäuser, um darin Weintrauben, Pfirsiche und Melonen zu ziehen. Auch das Gärtnerhaus in der Südost-Ecke aus den 1860er Jahren geht auf sie zurück. Die Umwandlung zu einem Rosengarten erfolgte erst 1965, als auch die alten Gewächshäuser abgerissen wurden. Westlich des Rosengartens gibt es einen schon in den 1960er Jahren angelegten Kinderspielplatz inklusive einer Picknickmöglichkeit für Besucher.

##### Farngarten und Amerikanischer Garten
Südlich des Rosengartens liegen vier weitere Gärten, die alle den Charakter eines Landschaftsgartens haben. Zu ihnen zählt der Farngarten (englisch Fernery), der 1864 von der damaligen Hausherrin Emilia Jane Webb gemeinsam mit dem Chefgärtner Anderson angelegt wurde. Die beiden pflanzten hunderte von Farnarten und statteten den Garten mit einer künstlichen Grotte aus. Einige der dafür verwendeten Steine stammen möglicherweise von der alten Prioratskirche. Innen ist die Grotte mit Tuffstein aus Derbyshire ausgekleidet. Die dort stehenden Sockel aus Terrakotta stammen gemäß ihrer Kennzeichnung aus dem Jahr 1860 und trugen früher wahrscheinlich Pflanzgefäße mit einzelnen Farnen.
Östlich schließt sich dem Farngarten der Amerikanische Garten (englisch American Garden), auch Heidegarten (englisch Heather Garden) genannt, an. Noch 1855 stand an dieser Stelle eine von Rosen und anderen Kletterpflanzen berankte Voliere mit zahlreichen Vögeln, unter anderem Fasanen. 1874 ließen die Webbs die Voliere abreißen und dort einen Rhododendrongarten anlegen. Zusätzlich wurden zahlreiche Gewächse und Bäume gepflanzt, die aus Kanada und den USA stammen, so zum Beispiel Magnolien, Azaleen, ein Amber- und ein Tulpenbaum. Deshalb ist seit Viktorianischer Zeit der heutige Name gebräuchlich. Eine schon 1868 gesetzte Eibenhecke grenzt den Amerikanischen Garten vom nördlich gelegenen Rosengarten ab.

##### Venetias Garten und Japanischer Garten

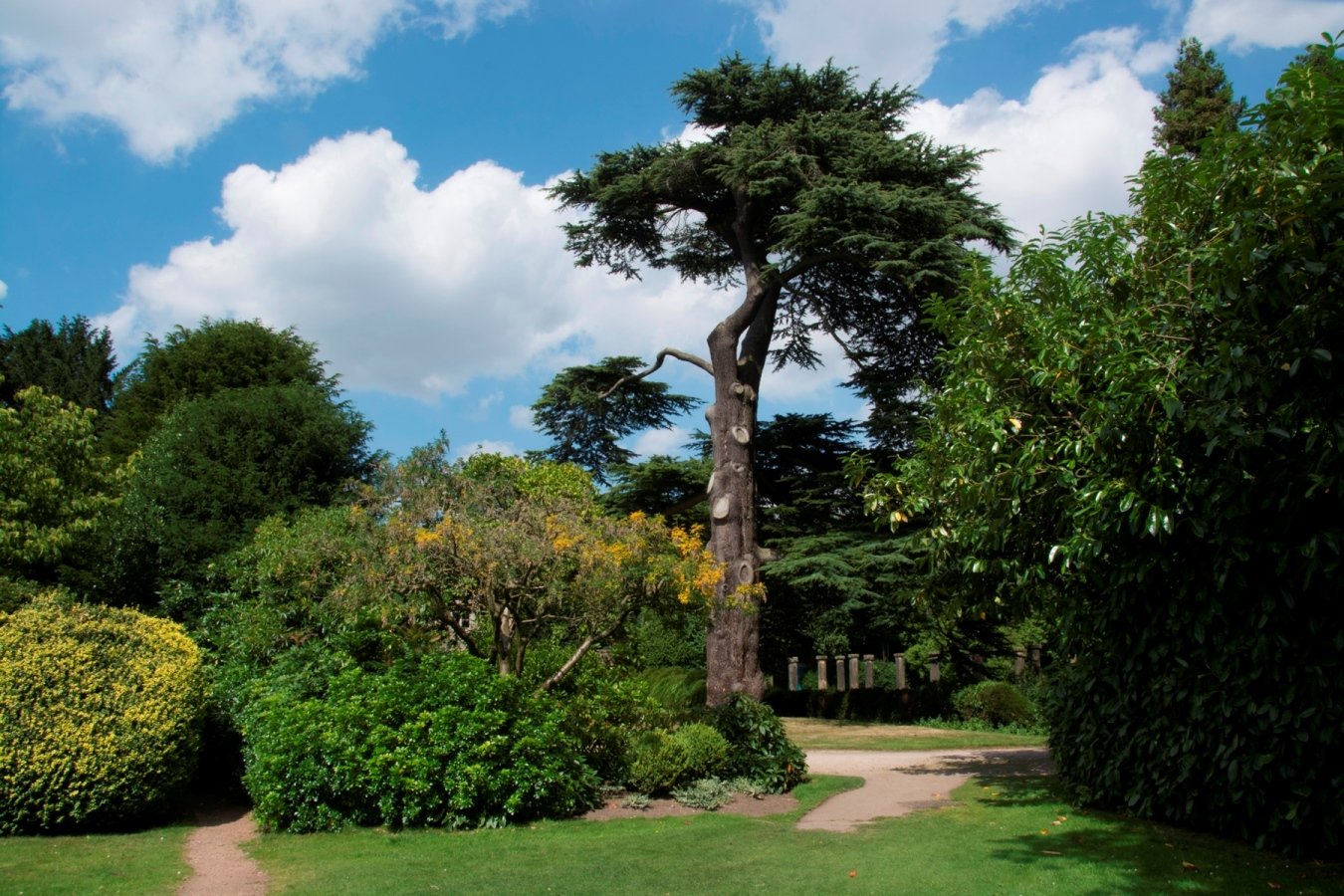
Partie des Japanischen Gartens

Südlich des Amerikanischen Gartens liegt ein Felsengarten, der Venetias Garten (englisch Venetiaʼs Garden) heißt. Sein Name legt zwar nahe, dass es sich bei ihm um eine Reminiszenz an Venedig handelt, tatsächlich aber wurde er durch einen Wildgarten in Benjamin Disraelis Roman Venetia (deutsch Der tolle Lord. Roman) inspiriert. Geraldine Webb legte ihn um 1874 gemeinsam mit dem damaligen Chefgärtner Belliss an. Die Sammlung der dort wachsenden Felspflanzen wurde von Geraldine und ihrer Mutter immer wieder durch weitere Arten ergänzt, ehe der Garten 1895/1896 umgestaltet und noch einmal neu bepflanzt wurde.
Der südlichste aller Gärten von Newstead Abbey ist der Japanische Garten (englisch Japanese Garden), der zugleich südöstlich des Garden Lakes liegt. Rund 310 Meter von Herrenhaus entfernt, ist er die Miniaturnachbildung einer japanischen Landschaft. Er wurde 1899 für Ethel Webb durch einen japanischen Gartenbauer angelegt, der eigens dafür nach England geholt worden war. Die Arbeiten dauerten noch an, als der Erste Weltkrieg ausbrach und sie durch ihn beendet wurden. Viele der im Garten vorhandenen Gewächse sind Importe aus Japan, so zum Beispiel Bonsaibäume und Pflanzen wie Ahorne, Quitten und Koniferen. Die im Garten aufgestellten Steinlaternen stammen ebenfalls von der ostasiatischen Insel. Kennzeichnend für den „japanischen Stil“ sind kleine Steinbrücken über schmale Bäche, Pfade aus Trittsteinen, die zu kleinen Inseln führen, und ein strohgedecktes Teehaus.